# Power & the Glory
Power & the Glory – piąty album studyjny heavymetalowego zespołu Saxon wydany 21 marca 1983 roku przez wytwórnię EMI.

## Lista utworów
1. „Power and the Glory” – 5:56
2. „Redline” – 3:38
3. „Warrior” – 3:47
4. „Nightmare” – 4:23
5. „This Town Rocks” – 3:58
6. „Watching the Sky” – 3:42
7. „Midas Touch” – 4:12
8. „The Eagle Has Landed” – 6:57

## Twórcy
| Saxon w składzie - Biff Byford – wokal - Graham Oliver – gitara - Paul Quinn – gitara - Steve Dawson – gitara basowa - Nigel Glockler – perkusja | Personel - Jeff Glixman – producent, inżynier dźwięku - Cheryl Bordagary – inżynier dźwięku - Les Horne – inżynier dźwięku - Nic Tompkin – projekt graficzny |